# Australiska straffångeplatser
Australiska straffångeplatser är ett världsarv i Australien bestående av 11 olika fängelser och platser som är kopplade till systemet med straffångar i Australien, en viktig del av landets historia. Fler än 165 000 fångar skickades till Australien under 1700- och 1800-talet. Den sista kom till Western Australia 1868.
De 11 anläggningarna är:

I och omkring Sydney, New South Wales
- Komplexet Great North Road
- Hyde Park Barracks
- Old Government House
- Straffångeplatsen Cockatoo Island

På Tasmanien
- Gårdarna Brickendon and Woolmers nära Longford
- Cascades Female Factory i utkanten av Hobart, Tasmanien
- Coal Mines historiska plats, 38 km sydost om Hobart, Tasmanien
- Darlington Probation Station, 70 km nordost om Hobart
- Port Arthurs historiska plats, 54 km sydost om Hobart, Tasmanien

Övriga platser
- Historiska området Kingston and Arthurs Vale, Norfolk Island
- Fremantle Prison, 15 km sydväst om Perth, Western Australia

## Se vidare
- Straffångar i Australien